# Due cuccioli nella savana
Due cuccioli nella savana - Il film (Pride) è un film per la televisione del 2004 diretto da John Downer, prodotto dalla BBC e vista su A&E in USA. Il film è stato realizzato con tecnologia CGI per rendere gli animali realistici e la Jim Henson's Creature Shop ha fornito gli effetti digitali per il film. È stato girato interamente in Tanzania nel Serengeti National Park e distribuito dalla BBC Worldwide.
Il film è conosciuto in Italia anche con il titolo Pride, il giovane leone.

## Trama
Savana Africana. Suki, suo fratello Linus, e il cugino Fleck appartengono a un branco di leoni nella savana, che è in lotta contro il branco rivale, "I Randagi", capeggiati dal leone alfa Dark e dal suo braccio destro Harry. Fleck, durante la colluttazione, perde la madre, uccisa dai due leoni e messi in fuga dalle altre leonesse. Dopo l'accaduto, Suki e Linus decidono di esplorare il territorio, e scoprono che i Randagi sono riusciti ad attraversare il fiume grazie a un tronco di un albero, poiché esso è pieno di coccodrilli del Nilo. Suki e Linus rimangono, tuttavia, bloccati nel territorio dei Randagi, perché il ponte viene distrutto, davanti ai loro occhi, da alcuni elefanti africani. Attraversata la sponda i due leoncini vengono immediatamente salvati da Dark (del quale Suki si innamora fin da subito), il quale mette in fuga un gruppo di iene, ed invita i due cuccioli a tornare a casa.
Anni dopo, Suki, crescendo, incomincia pian piano a detestare la carne e decide di diventare erbivora; Linus, invece, tenta di praticare la caccia, fallendo diverse volte. Con il passare del tempo, Suki, diventata ormai una leonessa, incomincia a rifiutarsi di cacciare, perché prova pietà verso gli animali, rendendola, quindi, inutile e un'altra bocca da sfamare del branco. Per questo motivo, quest'ultima decide lasciare il branco e di unirsi al branco di Dark. Dopo un anno con i Randagi, Suki aspetta dei cuccioli da Dark, ma continua ancora a rifiutarsi di cacciare e, il secondo al commando di Dark, Harry, divora tutti i cuccioli, tranne il più piccolo, Rory.
Harry, giustificandosi, sostiene che i cuccioli si sono persi e minaccia Suki di uccidere l'ultimo cucciolo se anche lei non contribuirà, in seguito a cacciare. Quella notte, però, Suki scopre che Dark e Harry hanno intenzione di attaccare il branco rivale per conquistare l'altra sponda del fiume, e lei, preoccupata per il fratello e sua madre, torna a casa per avvertirli dell'imminente pericolo. Sulla via del ritorno, tuttavia, Suki incontra Lush, un leone che ha lasciato il proprio branco per vedere il resto del mondo, e gli chiede di aiutarla a trovare un po' di cibo e di combattere insieme a lei contro i Randagi; Suki trova finalmente il coraggio e caccia per la prima volta. Fleck, intanto, decide di unirsi ai Randagi perché non è accettato dagli altri leoni, covando vendetta nei loro confronti.
L'attacco ha inizio e, durante la lotta fra Linus e Harry, quest'ultimo si ferisce e viene spinto giù dal burrone da Dark stesso, il quale ha finalmente compreso che è stato lo stesso Harry a uccidere i suoi cuccioli. Dark e Fleck comprendono di aver perso la battaglia e decidono, quindi, di ritirarsi; quest'ultimo, però, giura vendetta e minaccia di tornare presto con un proprio branco. Lush e Suki decidono di unirsi insieme e quest'ultima rimane incinta di altri due cuccioli, oltre al piccolo Rory.

## Animali presenti nel film
- Leone
- Avvoltoio dorsobianco
- Zebra
- Gnu
- Bufalo africano
- Coccodrillo del Nilo
- Cobra
- Elefante africano
- Iena maculata
- Babbuino oliva
- Facocero
- Mangusta fasciata
- Antilope
- Rinoceronte nero
- Marabù africano

## Premi
Il film ha vinto il Banff World Television Festival e il 57° Annual Primetime Emmy Awards.

## Home video

### DVD
- Lingua Dolby Digital 5.1 in italiano e Dolby Stereo 2.0 in inglese;
- Sottotitoli in italiano e inglese;
- Contenuti speciali:
  - Making of (in inglese con sottotitoli in italiano).

## Curiosità
- Per girare altre scene con i leoni, è stata utilizzata una macchina fotografica speciale a forma di masso chiamato Boulder-Cam.